# Actinobacteria
Az Actinobacteriumok a Gram-pozitív baktériumok családjába tartoznak. Lehetnek földi vagy vízi. Nagy gazdasági jelentőségűek az emberek számára, mivel a mezőgazdaság és az erdők a talajrendszerekhez való hozzájárulásuktól függenek. A talajban elősegítik az elhalt organizmusok szerves anyagainak lebontását, így a molekulák újból felvehetők a növények által. Míg ezt a szerepet a gombák is betöltik, az Actinobacteriumok sokkal kisebbek és valószínűleg nem ugyanazt az ökológiai rést foglalják el. Ebben a szerepben a telepek gyakran kiterjedt micéliumot növesztenek, akárcsak egy gomba, és a védettség egyik fontos rendjének neve, az Actinomycetales (az aktinomicéták) azt tükrözi, hogy sokáig gombának hitték őket. Egyes talajaktinobaktériumok (például a Frankia ) szimbiotikusan élnek a növényekkel, amelyek gyökerei áthatolnak a talajon, nitrogénet kötve a növényekért cserébe a növény egyes szacharidjaihoz való hozzáférésért. Más fajok, például a Mycobacterium nemzetség számos tagja, fontos kórokozók .
Az Actinobacteriumok iránti talajszerepük iránti nagy érdeklődésen túl sok mindent meg kell még tanulni róluk. Bár jelenleg elsősorban talajbaktériumként értik őket, az édesvízben előfordulhat, hogy nagyobb mennyiségben fordul elő. Az aktinobaktériumok az egyik domináns bakteriális phyla, és az egyik legnagyobb baktérium nemzetséget, a Streptomyces-t tartalmazza. A Streptomyces és más aktinobaktériumok a talaj biológiai pufferelésének fő hozzájárulói. Számos antibiotikum is ezek forrása.
Noha a legnagyobb és legösszetettebb baktériumsejtek egy része az Actinobacteriumokhoz tartozik, a tengeri Actinomarinales csoportról azt írták, hogy a legkisebb szabadon élő prokarióta sejtekkel rendelkezik.
Egyes szibériai vagy antarktiszi aktinobaktériumok állítólag a Föld legöregebb élő organizmusai, amelyek félmillió évvel ezelőtt örökfagyba fagytak. Az élet tüneteit a CO CO felszabadulás a 640 kya vagy annál fiatalabb permafrost mintákból.
A legtöbb orvosi vagy gazdasági jelentőségű Actinobacterium az Actinobacteridae alosztályba tartozik, és az Actinomycetales rendjébe tartozik. Míg ezek közül sok emberben betegséget okoz, a Streptomyces az antibiotikumok forrásaként figyelemre méltó. 
Az Actinomycetalesben nem szereplő Actinobacteriumok közül a Gardnerella az egyik leginkább kutatott. A Gardnerella osztályozása ellentmondásos, és a MeSH mind Gram-pozitív, mind Gram-negatív szervezetként katalogizálja.
Az aktinobaktériumokat, különösen a Streptomyces spp. Számos bioaktív metabolit termelőjeként ismerik el, amelyek az ember számára hasznosak az orvostudományban, mint például antibakteriális szerek, gombaellenes szerek, vírusellenes szerek, antitrombotikus szerek, immunmodifikátorok, daganatellenes szerek és enzimgátlók; és a mezőgazdaságban, ideértve a rovarölő, gyomirtó, gombaölő és a növények és állatok növekedését elősegítő anyagokat. Az orvostudományban fontos aktinobaktériumokból származó antibiotikumok közé tartoznak az aminoglikozidok, antraciklinek, klóramfenikol, makrolidok, tetraciklinek stb.
Az aktinobaktériumok DNS-ében magas guanin- és citozintartalom található. Az Actinobacteriumok G + C tartalma akár 70% is lehet, bár egyesek alacsony G + C tartalommal bírhatnak.
A glutamin-szintetáz szekvencia elemzését javasolták az Actinobacteriumok filogenetikai elemzéséhez.

## Törzsfejlődés
A filogenitás a 'The All-Species Living Tree' Project 16S rRNS-alapú LTP 123. kiadásán alapul.

## Rendszertan
Megjegyzések: ♠ A Biotechnológiai Információk Nemzeti Központja (NCBI) adatbázisában található törzsek, amelyek nem szerepelnek a Nómenklatúrában álló prokarióta nevek listájában (LSPN)
- Species "Cathayosporangium alboflavum" ♠ Runmao et al. 1995
- Species "Candidatus Planktophila limnetica" Jezbera et al. 2009
- Species "Tonsillophilus suis" ♠ Azuma and Bak 1980
- Class Rubrobacteria Suzuki 2013 (Rubrobacteridae Rainey et al. 1997 emend. Zhi et al. 2009)
  - Order Rubrobacterales Rainey et al. 1997 emend. Zhi et al. 2009
    - Family Rubrobacteraceae Rainey et al. 1997
- Class Thermoleophilia Suzuki & Whitman 2013 (Thermoleophilidae)
  - Order Gaiellales Albuquerque et al. 2012
    - Family Gaiellaceae Albuquerque et al. 2012

  - Order Thermoleophilales Reddy & Garcia-Pichel 2009
    - Family Thermoleophilaceae Stackebrandt 2005 emend. Zhi, Li & Stackebrandt 2009

  - Order Solirubrobacterales Reddy & Garcia-Pichel 2009
    - Family Conexibacteraceae Stackebrandt 2005 emend. Zhi, Li & Stackebrandt 2009
    - Family Patulibacteraceae Takahashi et al. 2006 emend. Zhi, Li & Stackebrandt 2009
    - Family Solirubrobacteraceae Stackebrandt 2005 emend. Zhi et al. 2009
- Class Coriobacteriia Konig 2013 emend. Gupta et al. 2013 (Coriobacteridae Stackebrandt et al. 1997 emend. Zhi et al. 2009)
  - Order Coriobacteriales Stackebrandt et al. 1997 emend. Gupta et al. 2013
    - Family Atopobiaceae Gupta et al. 2013
    - Family Coriobacteriaceae Stackebrandt, Rainey & Ward-Rainey 1997 emend. Zhi, Li & Stackebrandt 2009

  - Order Eggerthellales Gupta et al. 2013
    - Family Eggerthellaceae Gupta et al. 2013
- Class Acidimicrobiia Norris 2013 (Acidimicrobidae Stackebrandt et al. 1997 emend. Zhi et al. 2009)
  - Order Acidimicrobiales Stackebrandt et al. 1997 emend. Zhi et al. 2009 [Acidimicrobineae Garrity, Bell & Lilburn 2003]
    - Family Acidimicrobiaceae Stackebrandt et al. 1997 emend. Zhi et al. 2009
    - Family Iamiaceae Kurahashi et al. 2009
    - Family "Microthrixaceae" Joseph et al. 2003
- Class Nitriliruptoria Ludwig et al. 2013 (Nitriliruptoridae Kurahashi et al. 2010)
  - Order Egibacterales Zhang et al. 2016
    - Family Egibacteraceae Zhang et al. 2016

  - Order Egicoccales Zhang et al. 2015
    - Family Egicoccaceae Zhang et al. 2015

  - Order Euzebyales Kurahashi et al. 2010
    - Family Euzebyaceae Kurahashi et al. 2010

  - Order Nitriliruptorales Sorokin et al. 2009
    - Family Nitriliruptoraceae Sorokin et al. 2009
- Class Actinobacteria Stackebrandt et al. 1997 (Actinobacteridae Stackebrandt et al. 1997 emend. Zhi et al. 2009)
  - Species ?"Boyliae praeputiale" ♠ Yates et al. 2002
  - Order ?"Actinomarinales" Ghai et al. 2013 ["Actinomarinidae" Ghai et al. 2013]
    - Family "Actinomarinaceae" Ghai et al. 2013

  - Order Acidothermales Sen et al. 2014
    - Family Acidothermaceae Rainey, Ward-Rainey & Stackebrandt 1997 emend. Zhi et al. 2009

  - Order "Catenulisporales" Donadio et al. 2012 (Catenulisporineae Cavaletti et al. 2006 emend. Zhi et al. 2009)
    - Family Actinospicaceae Cavaletti et al. 2006 emend. Zhi et al. 2009
    - Family Catenulisporaceae Busti et al. 2006 emend. Zhi et al. 2009

  - Order "Streptomycetales" Kampfer 2012 (Streptomycetineae Rainey et al. 1997 emend. Zhi et al. 2009)
    - Family Streptomycetaceae Waksman & Henrici 1943 emend. Zhi et al. 2009

  - Order Geodermatophilales Sen et al. 2014
    - Family Geodermatophilaceae Normand 2006 emend. Zhi, Li & Stackebrandt 2009

  - Order Frankiales Sen et al. 2014 (Frankineae Stackebrandt, Rainey & Ward-Rainey 1997 emend. Zhi, Li & Stackebrandt 2009)
    - Family Motilibacteraceae Lee 2013
    - Family Cryptosporangiaceae Zhi, Li & Stackebrandt 2009
    - Family Frankiaceae Becking 1970 emend. Zhi et al. 2009
    - Family Sporichthyaceae Rainey et al. 1997 emend. Zhi, Li & Stackebrandt 2009

  - Order Nakamurellales Sen et al. 2014
    - Family Nakamurellaceae Tao et al. 2004 emend. Zhi, Li & Stackebrandt 2009 [Microsphaeraceae Rainey et al. 1997]

  - Order "Kineosporiales" Kampfer 2012 (Kineosporineae Zhi, Li & Stackebrandt 2009)
    - Family Kineosporiaceae Zhi, Li & Stackebrandt 2009

  - Order Micrococcales Prevot 1940 [Arthrobacteria; Micrococcineae Stackebrandt et al. 1997 emend. Yassin et al. 2011; incl. Flavobacterium oceanosedimentum; Bifidobacteriales Stackebrandt et al. 1997 emend. Zhi et al. 2009; Actinomycetales Buchanan 1917 emend. Zhi et al. 2009]
    - Family Intrasporangiaceae
    - Family Microbacteriaceae
    - Family Cellulomonadceae
    - Family Promicromonosporaceae
    - Family Sanguibacteraceae
    - Family Rarobacteraceae
    - Family Jonesiaceae
    - Family Bogoriellaceae
    - Family Beutenbergiaceae
    - Family Ruaniaceae
    - Family Actinomycetaceae
    - Family Demequinaceae
    - Family Dermabacteraceae
    - Family Brevibacteriaceae
    - Family Micrococcaceae (incl. Bifidobacteriaceae)

  - Order "Propionibacteriales" Patrick & McDowell 2012 (Propionibacterineae Rainey et al. 1997 emend. Zhi et al. 2009)
    - Family Nocardioidaceae
    - Family Propionibacteriaceae

  - Order "Streptosporangiales"  Goodfellow 2012  (Streptosporangineae  Ward-Rainey et al. 1997 emend. Zhi, Li & Stackebrandt 2009)
    - Family Streptosporangiaceae
    - Family Nocardiopsaceae
    - Family Thermomonosporaceae

  - Order "Jiangellales" Tang et al. 2012 (Jiangellineae  Tang et al. 2011)
    - Family Jiangellaceae Tang et al. 2011

  - Order "Glycomycetales"  Labeda 2012  (Glycomycetineae  Rainey, Ward-Rainey & Stackebrandt 1997 emend. Zhi, Li & Stackebrandt 2009)
    - Family Glycomycetaceae Rainey, Ward-Rainey & Stackebrandt 1997 emend. Zhi, Li & Stackebrandt 2009

  - Order "Micromonosporales"  Genilloud 2012  (Micromonosporineae Stackebrandt et al. 1997 emend. Zhi et al. 2009; Actinoplanales]
    - Family Micromonosporaceae

  - Order "Pseudonocardiales"  Labeda & Goodfellow 2012 (Pseudonocardineae Stackebrandt et al. 1997 emend. Labeda et al. 2011)
    - Family Pseudonocardiaceae

  - Order "Corynebacteriales" Goodfellow & Jones 2012 (Corynebacterineae Stackebrandt et al. 1997 emend. Zhi et al. 2009<meta />; Mycobacteria)
    - Family Segniliparaceae
    - Family Nocardiaceae [Gordoniaceae; Williamsiaceae]
    - Family Dietziaceae
    - Family Corynebacteriaceae
    - Family Tsukamurellaceae
    - Family Mycobacteriaceae

## Fordítás
- Ez a szócikk részben vagy egészben  az   Actinobacteria című angol Wikipédia-szócikk ezen változatának fordításán alapul.  Az eredeti cikk szerkesztőit annak laptörténete sorolja fel. Ez a jelzés csupán a megfogalmazás eredetét és a szerzői jogokat jelzi, nem szolgál a cikkben szereplő információk forrásmegjelöléseként.